# Antonio Salamone
Antonio Salamone (San Giuseppe Jato, 12 de diciembre de 1918 - São Paulo (Brasil), 31 de mayo de 1998) fue un miembro de la Mafia siciliana y miembro de la primera Comisión. Su apodo era "il furbo" - el sagaz.

## Biografía

### Herencia mafiosa
Salamone nació San Giuseppe Jato en la provincia de Palermo. Después de que su primera esposa muriera, se casó con Girolama Greco, hermana de Salvatore Greco "l'ingegnere" , primo de Salvatore "Ciaschiteddu" Greco, jefe de la familia de Ciaculli y primer secretario de la Comisión. Su relación con el poderoso clan mafioso Greco elevó su posición en la mafia.
Después de la masacre de Ciaculli en 1963 se trasladó a São Paulo en Brasil, donde adquirió la ciudadanía en 1970. Un amigo suyo dedicado al juego ilegal (bicheiro), Castor de Andrade, presuntamente ayudó a Salamone a instalarse en Brasil. Castor de Andrade le dio un puesto de trabajo en Bangu Textiles, del cual era propietario. Salamone se nacionalizó brasileño debido a la influencia de Andrade.

### En Nueva York
En 1965, Salamone se trasladó a Nueva York y se involucró en la gestión de pizzerías con un miembro de su familia mafiosa de San Giuseppe Jato, Giuseppe Ganci, que se había mudado a los Estados Unidos.
Volvió a Italia a finales de la década de 1960. En el proceso de Catanzaro de 1968, Salamone fue absuelto. En 1970, el Tribunal de Palermo le confinó a un exilio interno de cinco años a Sacile en la región de Friuli-Venecia Julia de la región noreste de Italia. Fue arrestado nuevamente en 1971 y llevado de nuevo a juicio, donde fue absuelto en 1974.

### ¿Desaparecido?
Después de su absolución en 1974, Salamone debía regresar a Sacile, pero desapareció sin dejar rastro. Se habló que había sido víctima de lupara bianca. En realidad, Salamone se había trasladado a San Paulo una vez más, donde se convirtió en un empresario de la construcción.
Siguió al frente de la familia de San Giuseppe Jato. Su segundo era Bernardo Brusca (padre de Giovanni Brusca), que también representó a Salamone en la Comisión. Salamone contaba con el apoyo de Stefano Bontate para frenar el deseo de su teniente Brusca por tomar el poder.

### Segunda guerra de la mafia
Salamone y Bontate quería matar al jefe de los corleonesi, Totò Riina, en una reunión de la Comisión, durante la escalada del conflicto que se estaba desarrollando con los jefes mafiosos de Palermo. Sin embargo, los corleonesi actuaron primero y asesinaron a Bontate en abril de 1981, un evento que desató la Segunda guerra de la mafia.
En 1982, Salamone de repente reapareció otra vez en público. Volvió a Sacile, el pueblo donde aún tenía que cumplir el resto de su exilio interno. Salamone volvió porque trató de evitar los intentos de ser usado por parte de los corleonesi de Totò Riina para perseguir a Tommaso Buscetta, considerado como uno de los principales enemigos de los corleonesi durante la Segunda Guerra de la Mafia. Salamone era un fiel amigo de Buscetta el cual decidió entregarse a la policía.

### Vuelta a Italia
Durante muchos años, la policía creyó que Salamone estaba muerto, pero su nombre volvió a aparecer en 1982, durante las investigaciones policiales sobre el tráfico de heroína y el blanqueo de dinero con Michele Zaza y el clan Cuntrera-Caruana. Salamone formó parte del entramado de suministro de droga en la llamada Pizza Connection. Uno de los principales organizadores en los Estados Unidos era Giuseppe Ganci, un miembro de la familia mafiosa de Salamone.
En los años siguientes Salamone recibió órdenes de detención por tráfico de heroína y asociación mafiosa. Condenado a 22 años en el Maxi Proceso en 1987, Salamone fue enviado a casa por la Corte Suprema por su "avanzada edad" y "grave estado de salud", lo que aprovechó para escapar del país y regresar a Brasil en 1989.

### Arresto en Brasil
El 16 de abril de 1993, Salamone fue arrestado en São Paulo. Sin embargo, debido a su nacionalidad brasileña y su avanzada edad, no fue extraditado a Italia. En junio de 1996, el fiscal antimafia Gian Carlo Caselli, viajó desde Palermo a Brasil para interrogar a Salamone sobre los vínculos del ex primer ministro italiano Giulio Andreotti con la mafia. Salamone se negó a responder a ninguna de las preguntas.
Salamone murió de cáncer el 31 de mayo de 1998, en São Paulo. A pesar de su participación en 119 asesinatos, Salamone fue descrito como un anciano frágil y de aspecto apacible  durante el Maxi Proceso - era "un mafioso con un parte humana", según el fiscal Giuseppe Ayala.